# Argopistes variabilis
Argopistes variabilis es un insecto coleóptero de la familia Chrysomelidae. Fue descrita en 1996 por Medvedev.